# Tweede Kamerverkiezingen in het kiesdistrict Kampen (1888-1918)

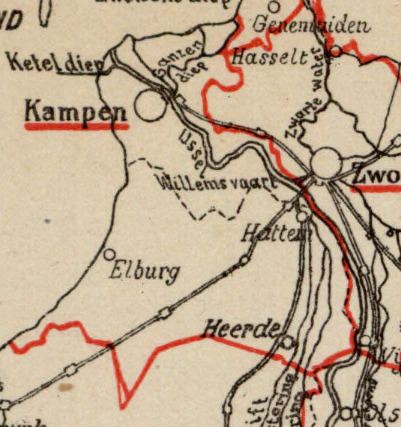
Kiesdistrict Kampen (1888)

Tweede Kamerverkiezingen in het kiesdistrict Kampen (1888-1918) geeft een overzicht van verkiezingen voor de Nederlandse Tweede Kamer in het kiesdistrict Kampen in de periode 1888-1918.
Het kiesdistrict Kampen was eerder ingesteld geweest in de periode 1848-1850. Het kiesdistrict werd opnieuw ingesteld na de grondwetsherziening van 1887. Tot het kiesdistrict behoorden vanaf dat moment de volgende gemeenten: Doornspijk, Elburg, Grafhorst, Hattem, Heerde, Kampen, Kamperveen, Oldebroek, Wilsum, IJsselmuiden en Zalk en Veecaten.
Het kiesdistrict Kampen vaardigde per zittingsperiode één lid af naar de Tweede Kamer.
Legenda
- cursief: in de eerste verkiezingsronde geëindigd op de eerste of tweede plaats, en geplaatst voor de tweede ronde;
- vet: gekozen als lid van de Tweede Kamer.

## 6 maart 1888
De verkiezingen werden gehouden na vervroegde ontbinding van de Tweede Kamer.
|                           | 6 maart |
| ------------------------- | ------- |
| Kiesgerechtigden          | 2.605   |
| Opkomst                   | 2.324   |
| Geldige stemmen           | 2.308   |
| Blanco stemmen            | 15      |
| Kandidaten                |         |
| T.A.J. van Asch van Wijck | 1.340   |
| T. Ruijs                  | 938     |

Titus van Asch van Wijck trad af op 12 mei 1891 vanwege zijn benoeming als gouverneur van Suriname. Gezien de korte resterende duur van de zittingsperiode van de Tweede Kamer tot de verkiezingen van 9 juni 1891 werd er niet meer in de vacature voorzien.

## 9 juni 1891
De verkiezingen werden gehouden na ontbinding van de Tweede Kamer.
|                  | 9 juni |
| ---------------- | ------ |
| Kiesgerechtigden | 2.653  |
| Opkomst          | 2.380  |
| Geldige stemmen  | 2.362  |
| Blanco stemmen   | 17     |
| Kandidaten       |        |
| M. Noordtzij     | 1.475  |
| T. Ruijs         | 876    |

## 10 mei 1892
Maarten Noordtzij, gekozen bij de verkiezingen van 9 juni 1891, trad op 18 april 1892 af om gezondheidsredenen. Om in de ontstane vacature te voorzien werd een tussentijdse verkiezing gehouden.
|                           | 10 mei |
| ------------------------- | ------ |
| Kiesgerechtigden          | 2.643  |
| Opkomst                   | 2.252  |
| Geldige stemmen           | 2.222  |
| Blanco stemmen            | 21     |
| Kandidaten                |        |
| Æ. Mackay                 | 1.188  |
| E. van Weede van Dijkveld | 1.003  |

## 10 april 1894
De verkiezingen werden gehouden na vervroegde ontbinding van de Tweede Kamer.
|                     | 10 april |
| ------------------- | -------- |
| Kiesgerechtigden    | 2.653    |
| Opkomst             | 1.825    |
| Geldige stemmen     | 1.803    |
| Blanco stemmen      | 16       |
| Kandidaten          |          |
| Æ. Mackay           | 1.095    |
| H. Goeman Borgesius | 695      |

## 15 juni 1897
De verkiezingen werden gehouden na ontbinding van de Tweede Kamer.
|                  | 15 juni |
| ---------------- | ------- |
| Kiesgerechtigden | 5.778   |
| Opkomst          | 4.366   |
| Geldige stemmen  | 4.304   |
| Blanco stemmen   | 62      |
| Kandidaten       |         |
| Æ. Mackay        | 2.294   |
| B. Cuperus       | 1.246   |
| A.L. van Hasselt | 764     |

## 14 juni 1901
De verkiezingen werden gehouden na ontbinding van de Tweede Kamer.
|                     | 14 juni |
| ------------------- | ------- |
| Kiesgerechtigden    | 5.637   |
| Opkomst             | 4.109   |
| Geldige stemmen     | 4.076   |
| Blanco stemmen      | 33      |
| Kandidaten          |         |
| Æ. Mackay           | 2.404   |
| F.O. van der Dussen | 1.672   |

## 16 juni 1905
De verkiezingen werden gehouden na ontbinding van de Tweede Kamer.
|                  | 16 juni | 28 juni |
| ---------------- | ------- | ------- |
| Kiesgerechtigden | 6.791   | 6.791   |
| Opkomst          | 6.082   | 6.426   |
| Geldige stemmen  | 6.018   | 6.337   |
| Blanco stemmen   | 64      | 89      |
| Kandidaten       |         |         |
| K. Reyne         | 2.542   | 3.210   |
| M. Noordtzij     | 2.358   | 3.127   |
| J. Schokking     | 1.043   |         |
| J. Loopuit       | 75      |         |

## 11 juni 1909
De verkiezingen werden gehouden na ontbinding van de Tweede Kamer.
|                                  | 11 juni |
| -------------------------------- | ------- |
| Kiesgerechtigden                 | 7.655   |
| Opkomst                          | 6.870   |
| Geldige stemmen                  | 6.798   |
| Blanco stemmen                   | 72      |
| Kandidaten                       |         |
| F.A.C. van Lynden van Sandenburg | 4.027   |
| N.J. Bosch                       | 2.595   |
| J.E.W. Duijs                     | 176     |

## 17 juni 1913
De verkiezingen werden gehouden na ontbinding van de Tweede Kamer.
|                  | 17 juni | 25 juni |
| ---------------- | ------- | ------- |
| Kiesgerechtigden | 8.093   | 8.093   |
| Opkomst          | 7.169   | 7.671   |
| Geldige stemmen  | 7.042   | 7.601   |
| Blanco stemmen   | 127     | 70      |
| Kandidaten       |         |         |
| E.J. Beumer      | 3.430   | 3.877   |
| J.C. de Gast     | 2.430   | 3.724   |
| J.C.B. Eykman    | 660     |         |
| J.H.A. Schaper   | 371     |         |
| P. Tideman       | 137     |         |
| N.J. Bosch       | 14      |         |

## 15 juni 1917
De verkiezingen werden gehouden na ontbinding van de Tweede Kamer.
|                  | 15 juni |
| ---------------- | ------- |
| Kiesgerechtigden | 8.968   |
| Kandidaten       |         |
| E.J. Beumer      |         |

De zeven in de vorige Tweede Kamer vertegenwoordigde partijen hadden afgesproken in elkaars kiesdistricten geen tegenkandidaten te stellen. Beumer was derhalve de enige kandidaat; hij werd zonder nadere stemming gekozen verklaard.

## Opheffing
De verkiezing van 1917 was de laatste verkiezing voor het kiesdistrict Kampen. In 1918 werd voor verkiezingen voor de Tweede Kamer overgegaan op een systeem van evenredige vertegenwoordiging met kandidatenlijsten van politieke partijen.